# Хромосома 2 (людина)

Ідіограма 2-ї хромосоми людини

Хромосо́ма 2 є однією з 23 хромосом людини. Вона містить 243 млн пар основ, що становить 8 % від загальної кількості ДНК клітин людини. 

Ідентифікація генів кожної хромосоми є пріоритетним напрямком наукових досліджень в генетиці. Проте, дослідники застосовують різні підходи щодо визначення кількості генів в кожній хромосомі, внаслідок цього дані щодо їх кількості демонструють різні цифри. Це також стосується і хромосоми 2, в якій налічують від 2093 генів включаючи кластери гомеобоксу HOXD.

## Еволюція
Всі сучасні представники родини гомінідів мають по 24 пари хромосом, за винятком людини, у яких їх 23, а також вимерлих неандертальців. Це явище пояснюється тим, що 2-га хромосома виникла в результаті злиття двох хромосом предків.

Докази злиття хромосом:

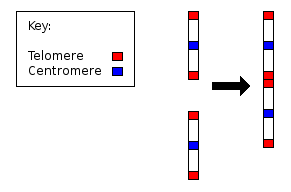
Після об'єднання двох хромосом залишаються харектерні ознаки: залишки теломер та рудиментарна центромера

- 2-га хромосома людини відповідає двом хромосомам мавп. Найближчий родич людини бонобо має практично ідентичні 2-й хромосомі людини послідовності нуклеотидів в ДНК, проте вони розташовані на двох окремих хромосомах. Схожа тенденція прослідковується і для дальніх «родичів» горили та орангутана.[2][3]

- 2-га хромосома людини містить ділянку, що схожа на залишки центромери, що може бути рудиментом.[4]

- Посередині 2-ї хромосоми людини спостерігаються послідовності нуклеотидів, що характерні для теломер, що повинні розташовуватись на кінцях хромосоми.[5]

## Гени
Список деяких генів, що розташовані в хромосомі 2:
| - ALPI — кишкова лужна фосфатаза - AQP12A — водний канал з групи аквапоринів - AQP12B — водний канал з групи аквапоринів - CDK5R2 — Регуляторна субодиниця 2 циклін-залежної кінази 5 - GAD1 — глутаматдекарбоксилаза-1 - IL1A, IL1B — інтерлейкін 1: альфа та бета - IL1RN — антагоніст рецептора інтерлейкіна 1 - ITGA4 — глікопротеїн з надродини інтегринів - ITGAV — глікопротеїн з надродини інтегринів - ITGB6 — глікопротеїн з надродини інтегринів (β6). - SP3 — фактор транскрипції Sp3 - TBR1 — член 1 родини T-box - TTN — тітин - VIL1 — вілін 1 - ZNF804A — цинк-пальцевий білок 804A, асоційовний з шизофренією - Фенілаланіл-тРНК-синтаза бета-субодиниця FARSB | - ACTR3 - ALMS1 - ATIC - CD8 — трансмембраний глікопротеїн - CCT4 - CCT7 - CDK5R2 - LRRTM1 - LRPPRC - NLRC4 — домен, що містить нуклеотид-зв'язуючий білок олігомеризації 4 - NRXN1 — нейрексин 1, асоціація з аутизмом - RAB10 - Рибосомний білок S7 - SRD5A2 — 5-альфа-редуктаза 2 - TPO — Тиреопероксидаза (щитоподібна залоза) - Фібронектин-1 - XRCC5 - YWHAQ |

## Хвороби та розлади
Список хвороб та розладів, а також генів, в яких виникають аномалії
- Ювенільний бічний аміотрофічний склероз — ALS2
- Несидромна глухота, тип DFNB9 — OTOF
- Вроджений гіпотиреоїдизм — PAX8
- Гемохроматоз, тип 4 — SLC40A1
- Ювенільний первинний латеральний склероз — ALS2
- Дефіцит довгого ланцюга 3-гідроксиацил-КоА-дегідрогенази — HADHA
- Спадковий неполіпозний колоректальний рак — MSH2 і MSH6
- Недостатність мітохондріального трифункціонального білка — HADHA i HADHB
- Первинна гіпероксалурія, тип I — AGXT
- Первинна легенева гіпертензія, синдром Аєрзи — BMPR2
- MODY-діабет, тип 6 — NEUROD1
- Синдром Алстрема — ALMS1
- Іхтіоз Арлекіна — ABCA12
- Синдром Ваарденбурга, тип I і III — PAX3
- Синдром Кліппеля-Фейля — PAX1
- Синдром Олпорта — COL4A3, COL4A4
- Синдром Елерса-Данлоса, класичного та судинного типів — COL5A2, COL3A1
- Синестезія в психології
- Ситостеролемія — ABCG5 и ABCG8
- Шизофренія — ZNF804A